# Чугунная улица (Санкт-Петербург)
Чугу́нная улица — улица в Калининском районе Санкт-Петербурга. Проходит от Литовской улицы до Полюстровского проспекта в историческом районе Выборгская сторона.

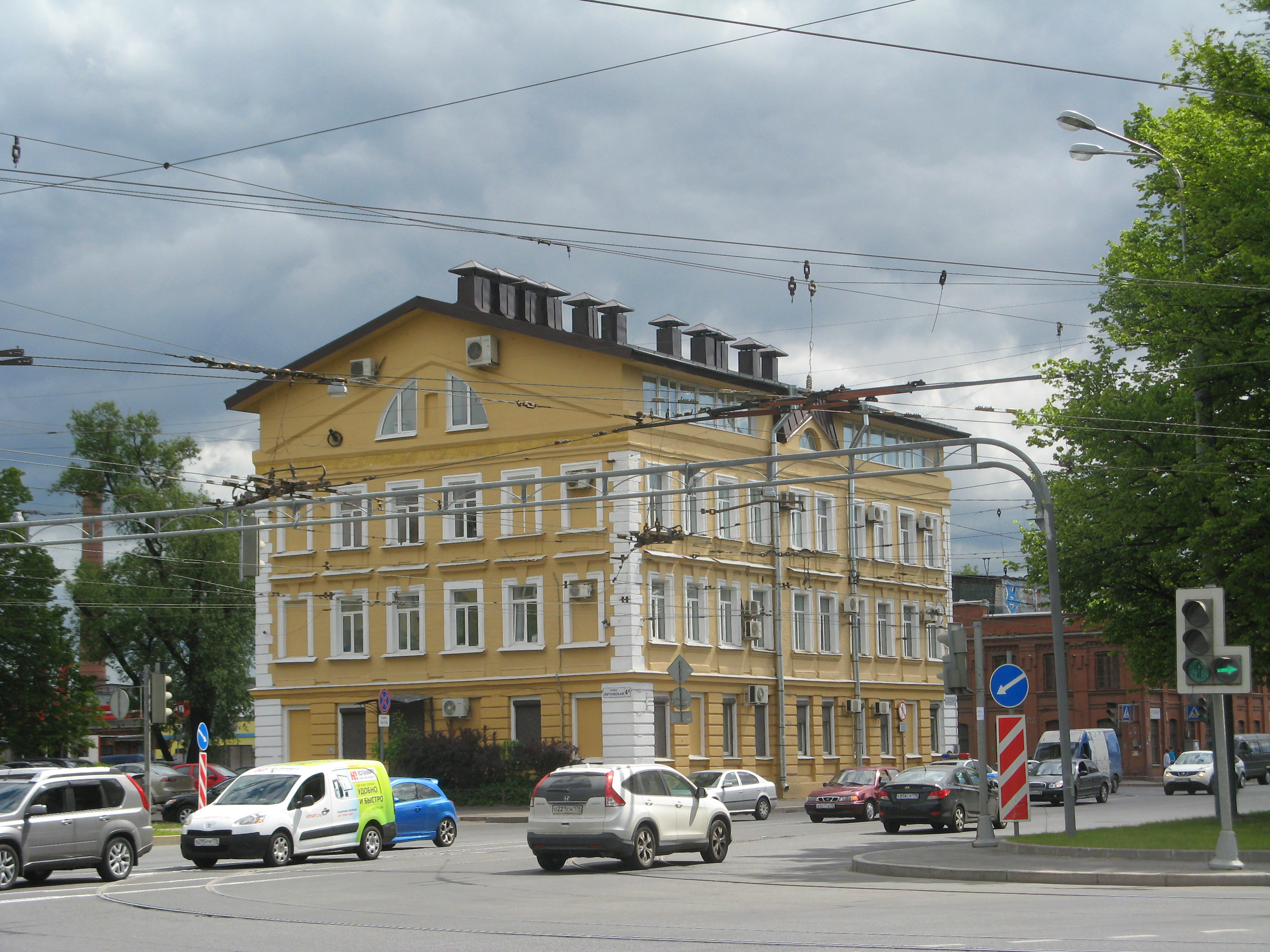
Пересечение Чугунной и Литовской улиц у Лесного проспекта

## История
С 1836 года дорогу, ведущую от Бабурина переулка (ныне — улица Смолячкова) к даче графа Кушелева-Безбородко, называли Кушелевским проспектом. В то время он включал в себя современную улицу Жукова.
В 1842 году из Кушелевского проспекта выделили Варваринскую улицу (нынешняя улица Жукова).
С 1846 года проспект стали называть Старо-Муринской дорогой, Муринской дорогой или дорогой в Мурино (все три названия встречаются на различных картах). Иногда в него включали часть Варваринской улицы западнее нынешнего Кондратьевского проспекта.
В 1860 году к дороге был присоединён участок до Полюстровского проспекта (в 1880-х годах получивший самостоятельное имя — Лабораторное шоссе), а прежний восточный участок дороги окончательно отошёл к Варваринской улице.
В 1877 году Старо-Муринскую дорогу включили в состав Бабурина переулка.
Название Чугунная улица по чугунолитейным мастерским получила 16 апреля 1887 года часть Бабурина переулка между современными Менделеевской улицей и улицей Жукова.
В 1930-х годах в Чугунную улицу вошло Лабораторное шоссе. В эти же годы, после прокладки Нюстадтской улицы (участок от Литовской до Менделеевской улицы), был закрыт железнодорожный переезд, соединявший Чугунную улицу и Бабурин переулок.
В 1950-х годах Нюстадтская улица была присоединена к Чугунной улице.
В конце 1990-х годов выезд на Полюстровский проспект был закрыт, примерно в это же время был перекрыт и участок улицы Жукова от Чичуринского переулка до Чугунной улицы. Таким образом, Чугунная улица после пересечения с Арсенальной улицей фактически превратилась в тупик.
В середине 2012 года[уточнить] закрытый участок реконструирован и вновь открыт, тогда же был реконструирован и открыт закрытый участок улицы Жукова.

## География
От Литовской до Менделеевской улицы Чугунная улица идёт на юг параллельно Финляндской железной дороге, от Менделеевской улицы — на юго-восток, затем поворачивает на восток, и от улицы Жукова до Полюстровского проспекта идёт на северо-восток. Протяжённость составляет 2,3 км.

## Пересечения
С запада на восток (по увеличению нумерации зданий) Чугунную улицу пересекают следующие улицы:
- Литовская улица — пересечение с переходом Чугунной улицы в Лесной проспект;
- Менделеевская улица — примыкание;
- Арсенальная улица — примыкание;
- улица Жукова — примыкание;
- Полюстровский проспект — Чугунная улица примыкает к нему.

## Транспорт
Ближайшие к Чугунной улице станции метро — «Выборгская» (около 300 м по прямой от примыкания Менделеевской улицы, наземный вестибюль соединён с улицей подземным переходом под железной дорогой) и «Лесная» (около 800 м по прямой от начала улицы) 1-й (Кировско-Выборгской) линии.
На время закрытия участков метро от «Площади Мужества» до «Лесной» и «Площади Ленина» в связи со вторым размывом грунта в районе тоннелей данного участка 1-й линии Петербургского метрополитена в середине 1990-х годов, и позднее, во время строительства новых тоннелей между «Площадью Мужества» и «Лесной» и реконструкции вестибюля станции «Лесная», по Чугунной улице проходил бесплатный автобусный маршрут № 100 (от площади Мужества, по Лесному проспекту, Чугунной и Арсенальной улицам и далее до площади Ленина).[уточнить]
По участку Чугунной улицы от Литовской до Арсенальной улицы проходит служебная троллейбусная линия, используемая для следования составов из 2-го троллейбусного парка на Арсенальной улице через Чугунную улицу, Лесной проспект, 1-й Муринский проспект и Политехническую улицу в северные районы города, а также в Петроградский и Василеостровский районы, и для выезда из двух последних районов в парк через Кантемировский мост, Кантемировскую улицу и Лесной проспект.
На пересечении с Литовской улицей у стыка Лесного проспекта и Чугунной улицы с 1981 по 1986 годы действовало троллейбусное кольцо.
В 1931—1990 годах по участку Чугунной улицы от трамвайно-механического завода до Литовской улицы проходила служебная трамвайная линия.
На расстоянии около 1,7 км по прямой от примыкания Арсенальной улицы к Чугунной расположен Финляндский вокзал.
Юго-западнее примыкания Арсенальной улицы к Чугунной находится товарная станция Финляндской железной дороги.[уточнить]

## Общественно значимые объекты
- Бывший Петербургский трамвайно-механический завод (закрыт в 2013 году) — дом 2;
- Ленинградский механический завод имени Карла Либкнехта (у пересечения с Менделеевской улицей) — дом 14;
- ЛОМО — дом 20;
- Научно-исследовательский и проектный институт территориального развития и транспортной инфраструктуры — дом 36;
- МСЧ № 18[7] — дом 46.
- Новолитовский сквер (близ пересечения Чугунной и Литовской улиц)